# Woodstock (première nation)
Pour les articles homonymes, voir Woodstock.
Woodstock (en forme longue : la Première nation de Woodstock) est une Première Nation malécite de la province canadienne du Nouveau-Brunswick. Elle possède une réserve indienne : Woodstock 23. Elle administre The Brothers 18 conjointement avec d'autres Premières Nations. En 2022, la population de la Première Nation est de 1 183 habitants, dont 884 qui vivent hors du territoire de l'une des deux réserves. 

## Économie
Entreprise Carleton, membre du Réseau Entreprise, a la responsabilité du développement économique.

## Administration
| Mandat      | Fonctions   | Nom(s) |
| ----------- | ----------- | --- |
| 2009 - 2011 | Chef        | Jeffery (Jeff) Tomah |
| 2009 - 2011 | Conseillers | Derry Fontaine, James Paul, Timothy Paul, Sherri Paul-Bartlett, Andrea Polchies, Patrick Tomah, Paul Tomah                                                    |
| 2018 - 2022 | Chef        | Timothy Paul |
| 2018 - 2022 | Conseillers | Rhonda Alain, Derry Fontaine, Adam Paul, James Paul , Sherri Paul-Bartlett, Jordan Paul-Fontaine, Andrea Polchies, William Polchies, Jeff Tomah, Peggy Wright |

| Parti       | Mandat         | Nom                  |
| ----------- | -------------- | -------------------- |
| Indépendant | 2009 - Inconnu | Jeffery (Jeff) Tomah |
| Indépendant | 2018 - 2022    | Timothy Paul         |